# Digi FM
Digi FM este un post de radio din România, lansat în 11 noiembrie 2015, care se axează pe formatul Hot AC, dând muzică din ultimele 2 decenii, și știri din 30 în 30 de minute (în afară de weekend-uri, unde știrile sunt oră în oră)

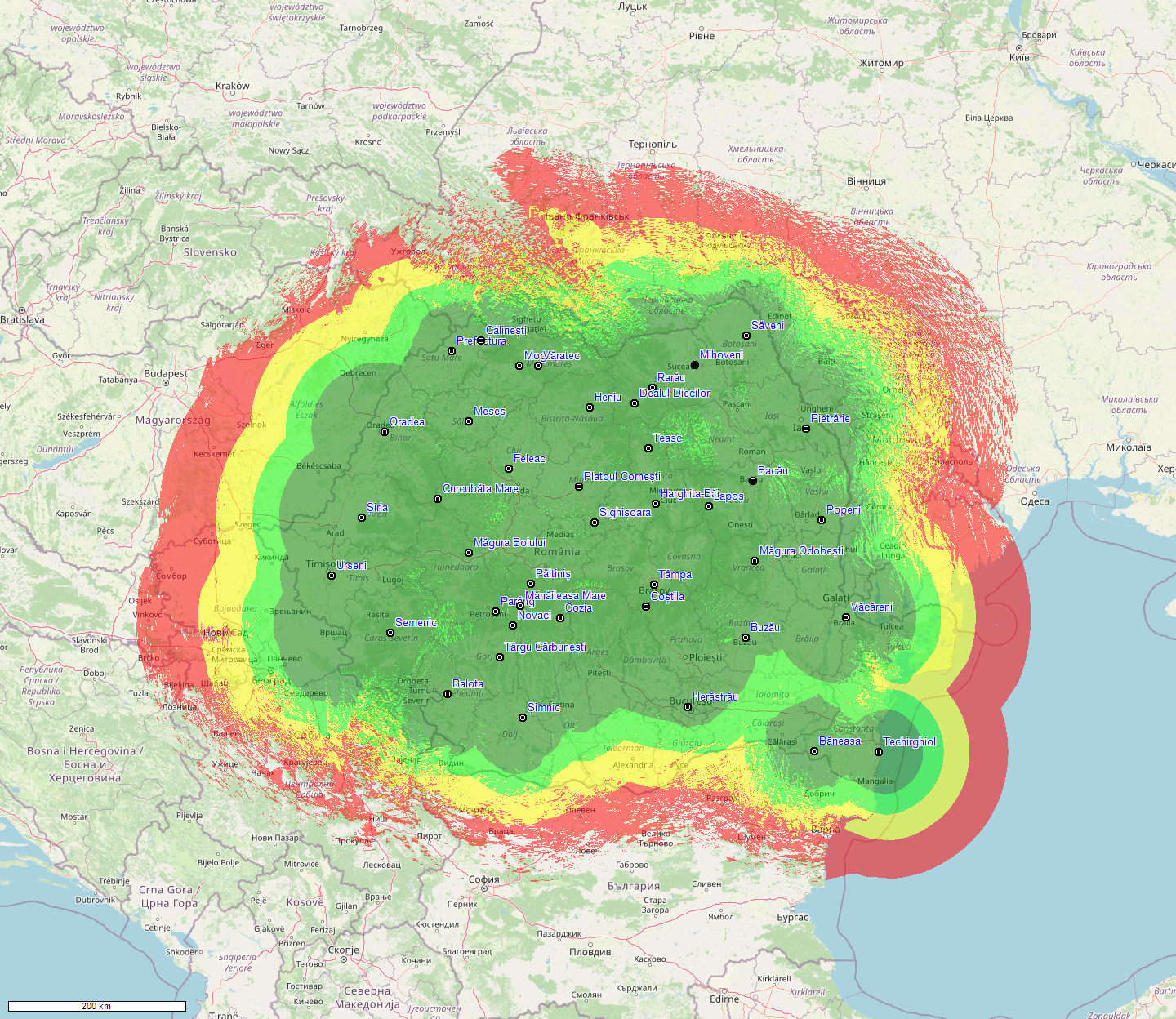
Acoperire aproximativă a semnalului Digi FM.
Recepționat de orice receiver în zonă
Recepționat bine de un receiver slab al mașinii
Recepționat bine de un receiver puternic al mașinii / de un receiver slab al mașinii (dar cu probleme)
Recepționat de un receiver puternic al mașinii (dar cu probleme)

     Recepționat de orice receiver în zonă
     Recepționat bine de un receiver slab al mașinii
     Recepționat bine de un receiver puternic al mașinii / de un receiver slab al mașinii (dar cu probleme)
     Recepționat de un receiver puternic al mașinii (dar cu probleme)

## Istoric
RCS & RDS s-a înscris la concursul pe care CNA l-a organizat pe 18 noiembrie 2013 pentru atribuirea de frecvențe radio, solicitand peste 20 de frecvențe de radio pentru a forma rețele ale radiourilor Digi FM și Digi Sport FM, inclusiv în București pe frecvența 106,2 FM (pe care emitea Click FM). RCS & RDS a confirmat pe 22 octombrie 2013 lansarea în viitor a două posturi de radio, unul generalist, cu numele Digi FM, și unul cu tematică sportivă, Digi Sport FM.
În luna februarie a anului 2015, RCS & RDS a preluat posturile de radio PRO FM și Info Pro ale trustului CME, inclusiv rețeaua de frecvențe Info Pro. A fost lansat pe 11 noiembrie 2015, pe fostele frecvențe ale postului de știri Info Pro (închis pe 12 septembrie 2010), iar în ultimii cinci ani pe frecvențele PRO FM.

## Frecvențe
1. 88,4 (regional) - vârful Văratec pentru nordul și estul județului Maramureș - municipiile Sighetu Marmației, Vișeu de Sus etc.
2. 88,5 (regional) - vârful Semenic pentru județul Caraș-Severin - municipiile Reșița, Caransebeș, Oțelu Roșu etc.
3. 89,1 (local) - Târgu Mureș, județul Mureș
4. 90,0 (regional) - releu Măgura Odobeștilor pentru județul Vrancea - municipiile Focșani, Tecuci etc. și parțial județele Vaslui, Brăila, Buzău, Galați
5. 91,3 (regional) - releu Urseni pentru județul Timiș - municipiile Timișoara, Sânnicolau Mare etc.
6. 91,4 (regional) - releu Harghita-Băi pentru județele Harghita, Covasna și parțial județele Mureș, Brașov - municipiile Miercurea Ciuc, Făgăraș, Sfântu Gheorghe, Odorheiu Secuiesc, Târgu Secuiesc, Sighișoara etc.
7. 91,8 (regional) - turn Bacău pentru județul Bacău
8. 92,0 (regional) - releu Văcăreni pentru județele Brăila, Galați - municipiile Galați, Brăila și parțial județele Tulcea, Vrancea, municipiile Tulcea, Hârșova etc.
9. 92,4 (regional) - releu Păltiniș pentru județele Sibiu, Alba, parțial Mureș și centrul Transilvaniei - municipiile Sibiu, Alba Iulia, Mediaș, Sighișoara etc.
10. 93,9 (regional) - releu Băneasa pentru județul Călărași și parțial județele Constanța, Ialomița și sudul Dobrogei - municipiile Fetești, Călărași, Cernavodă etc.
11. 94,0 (local) - Sighișoara, județul Mureș
12. 94,3 (regional) - vârful Cozia pentru estul Olteniei, județele Vâlcea, Argeș, Olt și parțial județele Teleorman, Dâmbovița și Dolj - municipiile Râmnicu Vâlcea, Curtea de Argeș, Drăgășani etc.
13. 94,7 (local) - Buzău, județul Buzău
14. 95,4 (local) - Târgu Cărbunești, județul Gorj
15. 95,7 (regional) - releu Popeni-Bursuci pentru municipiul Bârlad, județul Vaslui și partial judetele Vrancea, Neamț, Bacău
16. 95,9 (regional) - releu Măgura Boiului pentru județul Hunedoara și împrejurimi - municipiile Deva, Hunedoara, Călan, Hațeg etc.
17. 96,2 (regional) - releu Techirghiol pentru județul Constanța - municipiile Constanța, Mangalia, Năvodari etc.
18. 96,7 (regional) - releu Săveni pentru județul Botoșani și împrejurimi
19. 97,9 (local) - releu Herăstrău (Piața Chibrit) pentru București
20. 98,2 (local) - Vatra Dornei, județul Suceava
21. 98,5 (regional) - vârful Lapoș pentru municipiul Comănești și județul Bacău, parțial Vrancea, Harghita, Vaslui, Iași, Neamț
22. 98,5 (regional) - vârful Parângul Mare pentru municipiul Petroșani, sudul județului Hunedoara și parțial județele Gorj, Dolj
23. 99,2 (regional) - releu Pietrărie pentru Iași și județul Iași, parțial Vaslui și Neamț
24. 99,6 (regional) - vârful Coștila pentru mare parte din sudul României și sudul Transilvaniei, județele Prahova, Dâmbovița, Argeș, Buzău, Ialomița, Giurgiu, Teleorman, Brașov, Covasna, Harghita, Ilfov
25. 100,7 (regional) - releu vârful Cerbu (Novaci - Rânca) pentru Oltenia, județele Gorj, Olt, Vâlcea, Argeș, Dolj - municipiul Târgu Jiu etc.
26. 100,7 (regional) - vârful Tâmpa pentru municipiul Brașov și județul Brașov, parțial județul Covasna
27. 101,6 (regional) - dealul Meseș pentru județul Sălaj - municipiul Zalău
28. 102,3 (local) - Toplița, județul Harghita
29. 103,4 (regional) - releu Mihoveni pentru municipiile Suceava, Fălticeni etc., partea estică a județului Suceava și cea vestică a județului Botoșani
30. 104,0 (local) - Satu Mare, județul Satu Mare
31. 104,2 (regional) - releu  Mănăileasa Mare pentru municipiul Voineasa și valea Lotrului, județul Vâlcea
32. 104,5 (regional) - releu dealul Feleacului pentru județul Cluj - municipiile Cluj-Napoca, Turda, Gherla etc.
33. 104,8 (regional) - vârful Rarău pentru municipiul Câmpulung Moldovenesc, județul Botoșani și regiunea Bucovina
34. 105,3 (regional) - releu Șiria pentru municipiul Arad și județul Arad
35. 105,3 (regional) - vârful Mogoșa pentru municipiul Baia Mare și partial județul Maramureș
36. 105,5 (regional) - releu Șimnicu de Sus pentru municipiul Craiova și județul Dolj
37. 107,4 (local) - Negrești-Oaș, județul Satu Mare
38. 107,6 (local) - Oradea, județul Bihor
39. 107,8 (regional) - vârful Heniu (Bârgău) pentru județul Bistrița-Năsăud și nordul Transilvaniei - orașele Bistrița, Năsăud etc.
40. 107,9 (regional) - vârful Curcubăta Mare (Apuseni) pentru județele Bihor și Alba, orașele Oradea, Salonta, Aleșd, Ștei, Beiuș, Câmpeni, Arieșeni, Abrud etc.
41. 107,9 (regional) - releu dealul Balota pentru județele Mehedinți, Dolj și vestul Olteniei, orașele Drobeta-Turnu Severin, Orșova, Motru etc.